# Suchedniów
Suchedniów est une ville de Pologne, située dans la voïvodie de Sainte-Croix. Elle est le siège de la gmina de Suchedniów, dans le powiat de Skarżysko.